# Liste der Stolpersteine in Rimpar

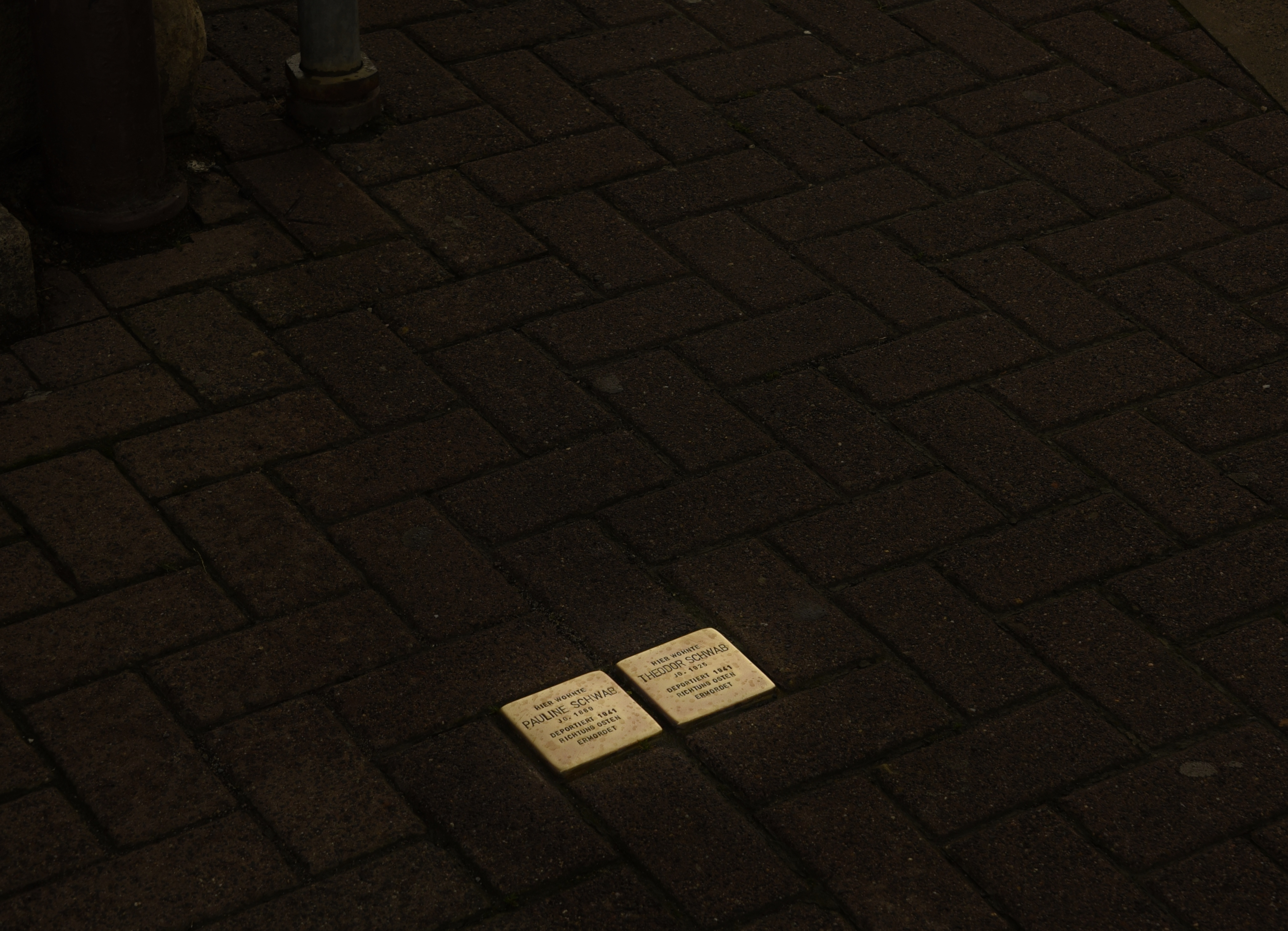
Stolpersteine in der Kirchengasse

Die Liste der Stolpersteine in Rimpar enthält alle Stolpersteine, die im Rahmen des gleichnamigen Projekts von Gunter Demnig in Rimpar verlegt wurden. Mit ihnen soll an Opfer des Nationalsozialismus erinnert werden, die in Rimpar lebten und wirkten.
Die ersten und bislang einzigen Verlegungen in Rimpar fanden am 20. September 2008 statt.

## Verlegte Stolpersteine
In Rimpar wurden 13 Stolpersteine an fünf Adressen verlegt.
| Stolperstein | Inschrift                                                                                       | Verlegeort        | Name, Leben |
| ------------ | ----------------------------------------------------------------------------------------------- | ----------------- | --- |
|              | HIER WOHNTE ELSA FRANK GEB. DILLENBERGER JG. 1890 DEPORTIERT 1942 RICHTUNG OSTEN ERMORDET       | Lömmelsgasse 20 · | Else Frank geb. Dillenberger wurde am 6. Juni 1890 in Urspringen geboren. Ihre Eltern waren Bernhard Dillenberger (1855–1936) und Betty geb. Frank (1861–1936). Sie hatte acht Geschwister. Sie heiratete Josef Frank, das Paar bekam drei Töchter, Fränzi, Margot und Inge. Alle fünf Familienmitglieder wurden festgenommen, Richtung Osten deportiert und vom NS-Regime ermordet. Ebenso im Zuge der Shoah ermordet wurden ihr Bruder Rudolf, geboren am 8. März 1893, und ihre Schwester Sali Hanauer, geboren am 2. August 1887, sowie deren Ehemann und Tochter. Zwei Brüder und deren Familien konnten flüchten, Siegbert nach Südamerika (er starb 1976 in Buenos Aires) und Berthold nach Nordamerika (er starb 1981 in den Vereinigten Staaten). Das Schicksal der vier anderen Geschwister, Alfons, Frieda, Janka und Josef, ist nicht bekannt. |
|              | HIER WOHNTE FRÄNZI FRANK JG. 1920 DEPORTIERT 1942 RICHTUNG OSTEN ERMORDET                       | Lömmelsgasse 20 · | Fränzi Frank, eigentlich Franziska Edith |
|              | HIER WOHNTE INGE FRANK JG. 1925 DEPORTIERT 1942 RICHTUNG OSTEN ERMORDET                         | Lömmelsgasse 20 · | Inge Frank |
|              | HIER WOHNTE JOSEF FRANK JG. 1885 DEPORTIERT 1942 RICHTUNG OSTEN ERMORDET                        | Lömmelsgasse 20 · | Josef Frank |
|              | HIER WOHNTE MARGOT FRANK JG. 1923 DEPORTIERT 1942 RICHTUNG OSTEN ERMORDET                       | Lömmelsgasse 20 · | Margot Frank |
|              | HIER WOHNTE JULIE LASSMANN JG. 1905 DEPORTIERT 1943 RICHTUNG OSTEN ERMORDET                     | Marktplatz 5 ·    | Julie Lassmann |
|              | HIER WOHNTE ABRAHAM SCHWAB JG. 1869 DEPORTIERT 1942 RICHTUNG OSTEN ERMORDET                     | Kirchenstraße 7 · | Abraham Schwab |
|              | HIER WOHNTE ERNESTINE SCHWAB GEB. LINDNER JG. 1878 DEPORTIERT 1942 RICHTUNG OSTEN ERMORDET      | Kirchenstraße 7 · | Ernestine Schwab geb. Lindner |
|              | HIER WOHNTE KLARA SCHWAB GEB. SCHWAB JG. 1884 DEPORTIERT 1942 RICHTUNG OSTEN ERMORDET           | Kirchenstraße 7 · | Klara Schwab geb. Schwab |
|              | HIER WOHNTE PAULINE SCHWAB JG. 1889 DEPORTIERT 1941 RICHTUNG OSTEN ERMORDET                     | Kirchenstraße 1 · | Pauline Schwab |
|              | HIER WOHNTE THEODOR SCHWAB JG. 1925 DEPORTIERT 1941 RICHTUNG OSTEN ERMORDET                     | Kirchenstraße 1 · | |
|              | HIER WOHNTE HANNCHEN TANNENWALD GEB. KLEINMANN JG. 1860 DEPORTIERT 1942 RICHTUNG OSTEN ERMORDET | Hofstraße 2 ·     | Hannchen Tannenwald geb. Kleinmann |
|              | HIER WOHNTE KAROLINE TANNENWALD GEB. MÜLLER JG. 1863 DEPORTIERT 1942 RICHTUNG OSTEN ERMORDET    | Hofstraße 2 ·     | Karoline Tannenwald geb. Müller |

## Verlegedatum
- 20. September 2008